# 武汉市晴川初级中学
武汉市晴川初级中学，原名武汉市第二十三初级中学，是一所位于中國湖北省武汉市的中學。2020年11月20日，武汉市晴川初级中学入选“第二届全国文明校园”名单。